# Jurinea cynaroides
Jurinea cynaroides là một loài thực vật có hoa trong họ Cúc. Loài này được (DC.) Mutel mô tả khoa học đầu tiên năm 1835.